# Saint-Élie
Saint-Élie is een gemeente in Frans-Guyana. De gemeente telde 157 inwoners op 1 januari 2022. Het was oorspronkelijk een goudmijnersdorp. Tussen 1930 en 1946 was Saint-Élie de hoofdplaats van Inini. Saint-Élie bevindt zich ongeveer 106 kilometer ten westen van Cayenne in het binnenland van Frans-Guyana.

## Geschiedenis
In 1863 werd goud gevonden en werd Saint-Élie gesticht door goudzoekers. In 1884 werd begonnen met de constructie van een muilezelspoorweg op meterspoor naar de rivier de Sinamarie waar het goud kon worden overgeladen op schip en vervoerd naar het dorp Sinnamary. De constructie door het oerwoud viel tegen en de spoorlijn wijzigde twee keer van eigenaar. In 1898 was de 33,5 kilometer lange spoorlijn naar Gare Tigre (Saint-Nazaire) aan de rivier gereed.

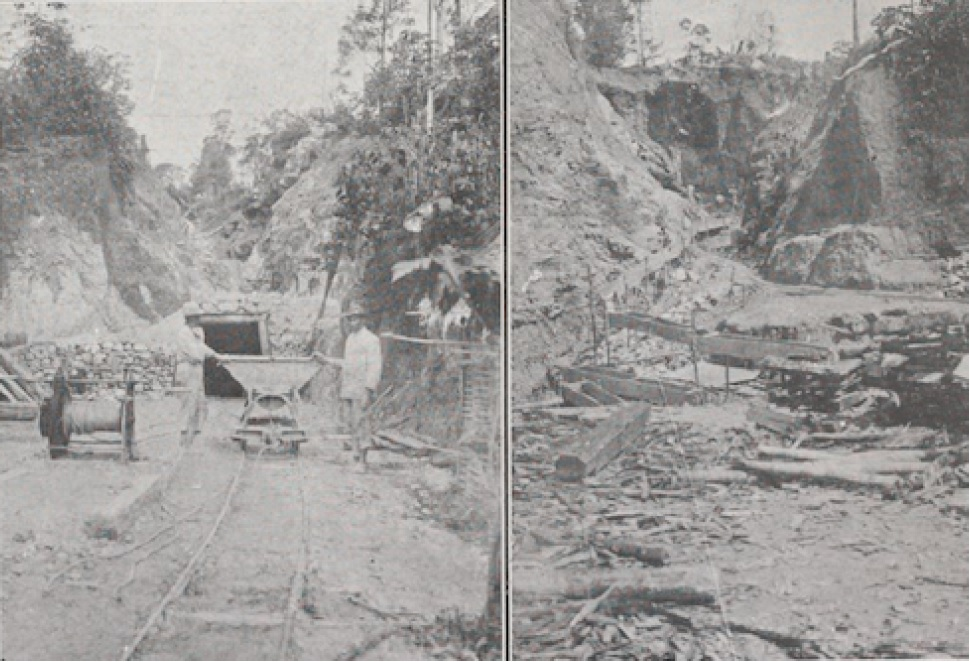
Goudmijn in Saint-Élie met het meterspoor
(1929)

In 1930 werd Saint-Élie de hoofdplaats van Inini, een niet-zelfstandig gebied dat rechtstreeks door de gouverneur werd bestuurd. Inini werd in 1946 opgeheven, en werd het gebied weer een onderdeel van Frans-Guyana. In 1953 werd het een zelfstandige commune (gemeente) genaamd Centre, en kreeg een democratisch bestuur. In 1969 werd de naam van de gemeente gewijzigd in Saint-Élie. De spoorlijn vereiste veel onderhoud. In 1990 werd een weg geopend, en werd het spoor verlaten. In 1993 werd de Petit-Sautdam geopend en kwam een groot gedeelte van de spoorlijn onder water te staan.

## Transport
In Sinnamary loopt een weg naar de Petit-Sautdam. Bij de dam volgt een boottocht van 45 minuten naar het gehucht Saint-Nazaire waar de reis kan worden voortgezet naar Saint-Élie via de weg.

## Natuur
In 1996 werd het La Trinité nationaal natuurreservaat opgericht en beschermd 760 km2 ongerept tropisch regenwoud.